# Мечо Пух
Вижте пояснителната страница за други значения на Мечо Пух.
Мечо Пух (на английски: Winnie-the-Pooh) е плюшено мече, герой от разказите и стиховете на английския писател Алън Милн. Това е един от най-известните литературни герои от книгите за деца. Издадени са два сборника с разкази: „Мечо Пух“ (1926) и „Къщичката в къта на Пух“ (1928), както и отделни стихотворения. Разказите са отделни, могат да се четат и филмират поотделно, а книгите се издават заедно или поотделно.
През втората половина на 20 век за Мечо Пух са направени анимационни филми от „Дисни“ и „Союзмультфильм“, с което той става особено популярен.
Егмонт България издава илюстровани книги с Мечо Пух по лиценз на „Дисни“, а месечното списание „Мечо Пух“ излиза от 1999 година насам.
От предговора на книгата Мечо Пух става ясно, че плюшеното мече на Кристофър Робин се казва Едуард, а момчето просто го преименува на Мечо Пух.
В българския дублаж се озвучава от Кирил Кавадарков.